# Talinaceae
Talinaceae är en familj av tvåhjärtbladiga växter. Talinaceae ingår i ordningen nejlikordningen, klassen tvåhjärtbladiga blomväxter, fylumet kärlväxter och riket växter. Enligt Catalogue of Life omfattar familjen Talinaceae 27 arter. 
Kladogram enligt Catalogue of Life:
| Talinaceae | \| \| Talinella \| \| \| \| \| \| taliner \| \| \| \| |
|            | \| \| Talinella \| \| \| \| \| \| taliner \| \| \| \| |
|            | Talinella                                             |
|            |                                                       |
|            | taliner                                               |
|            |                                                       |

## Bildgalleri

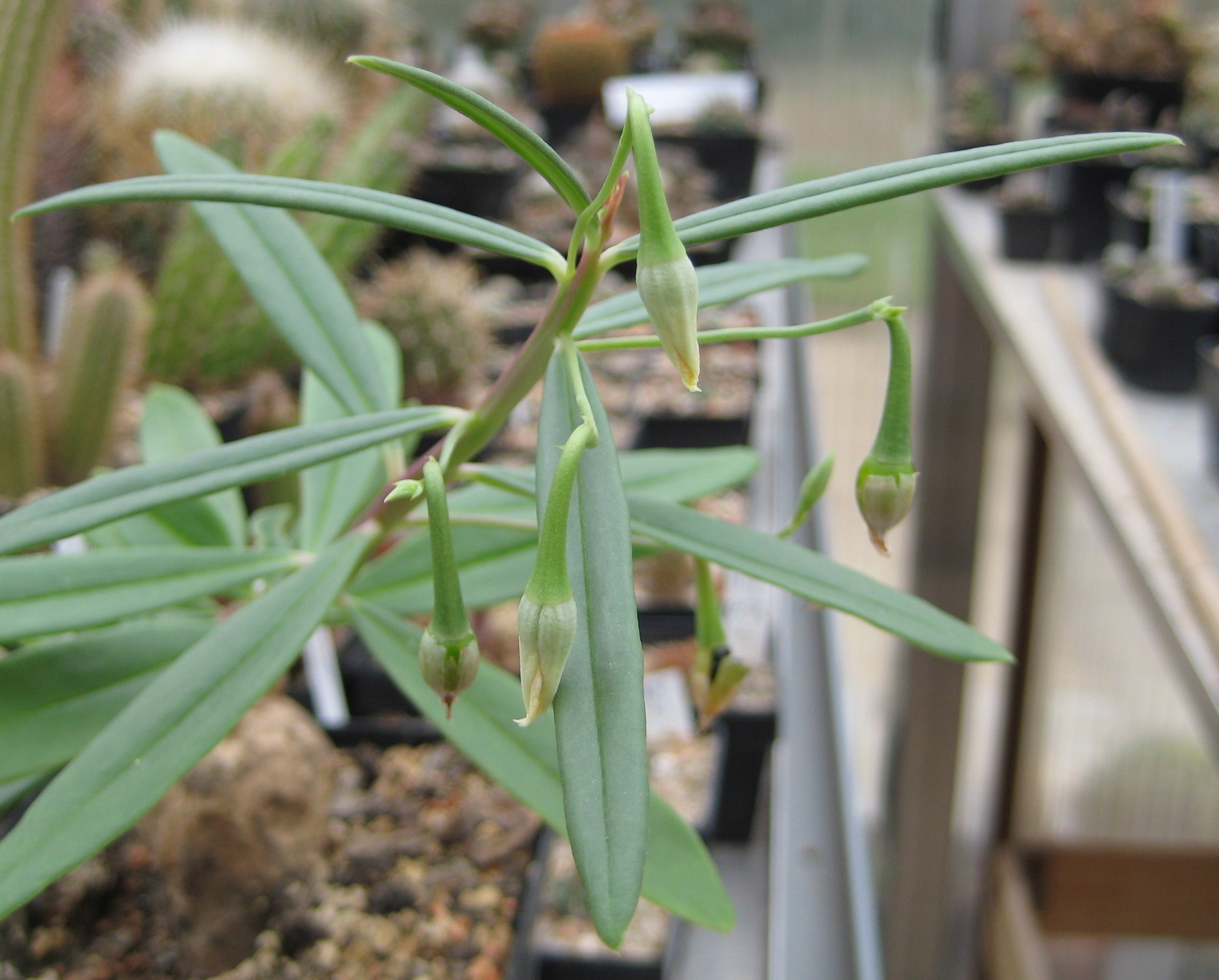
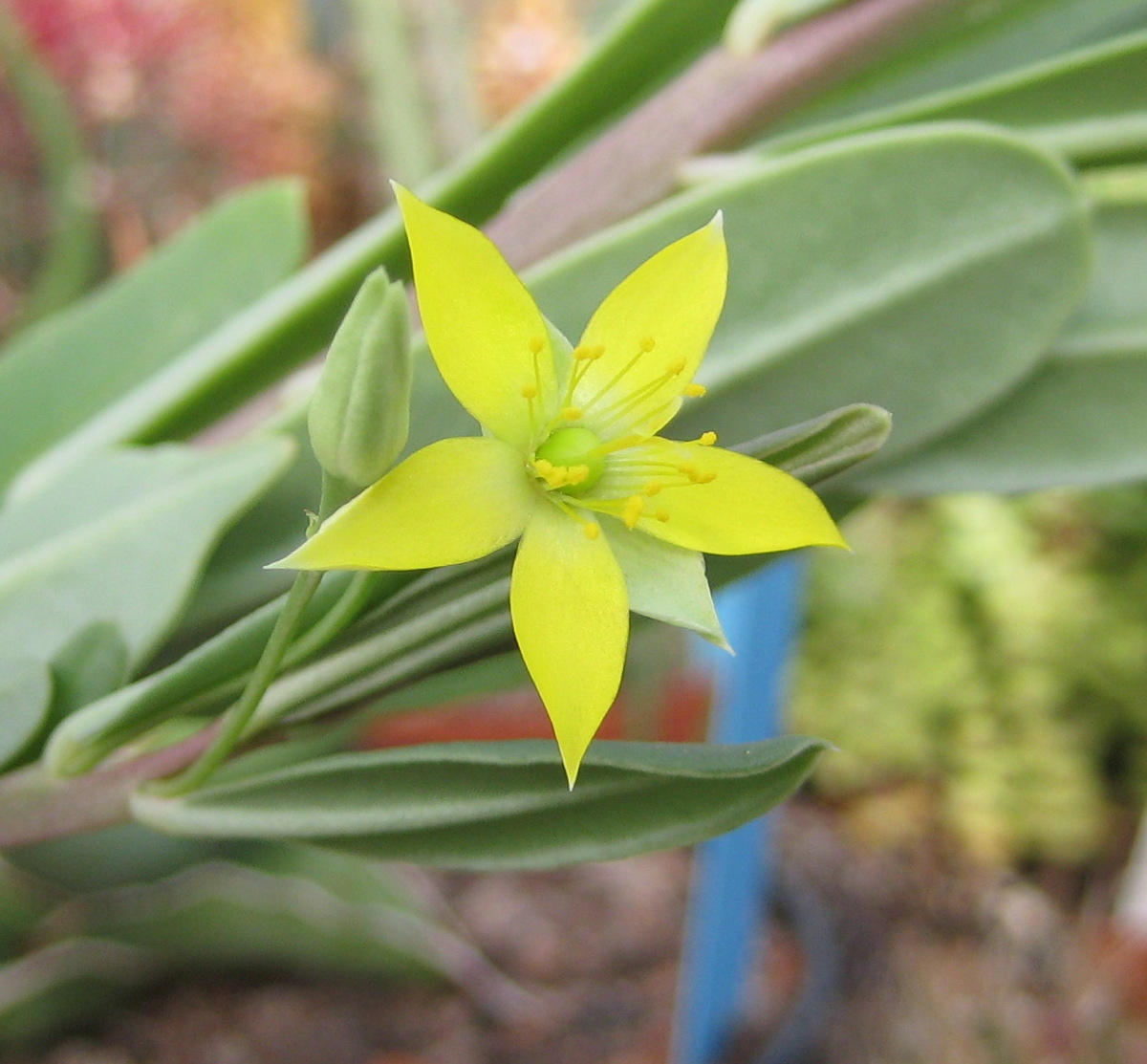
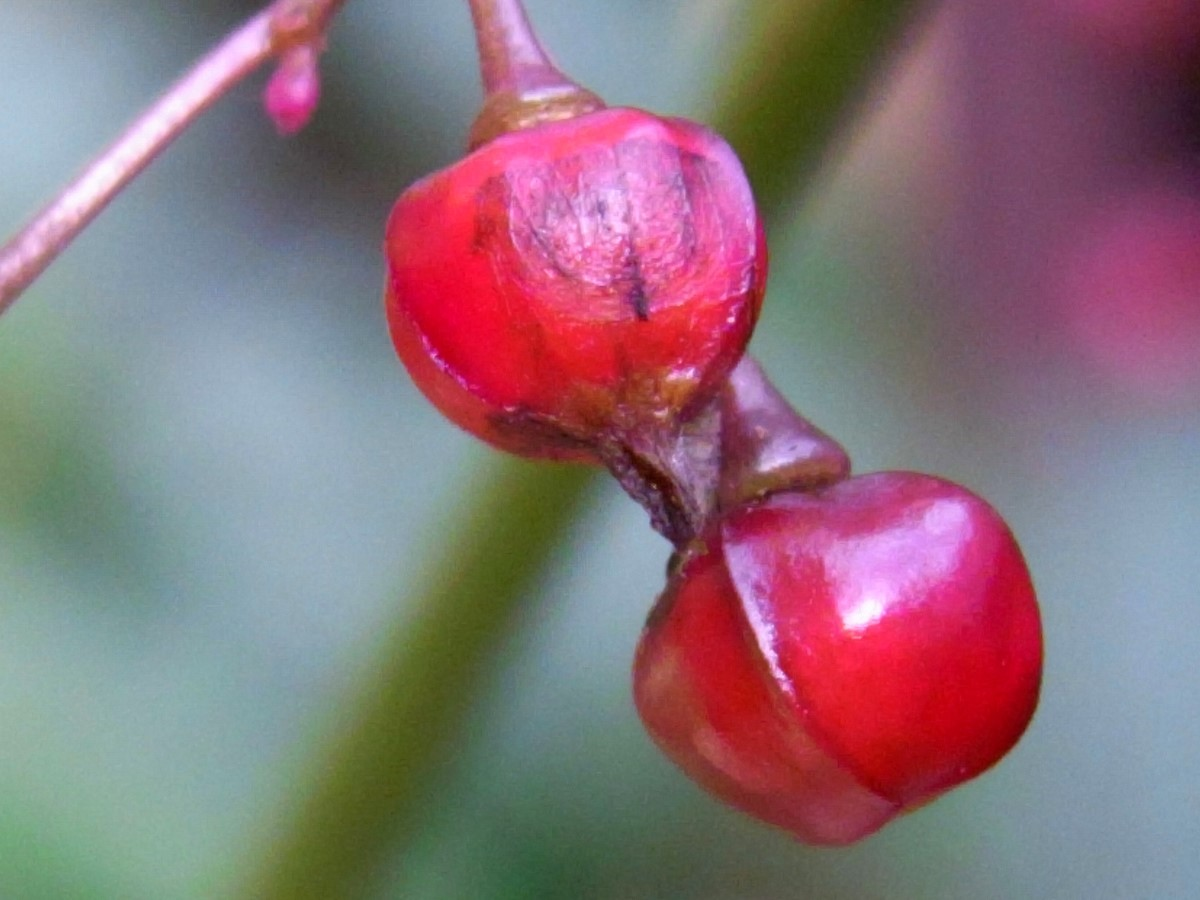
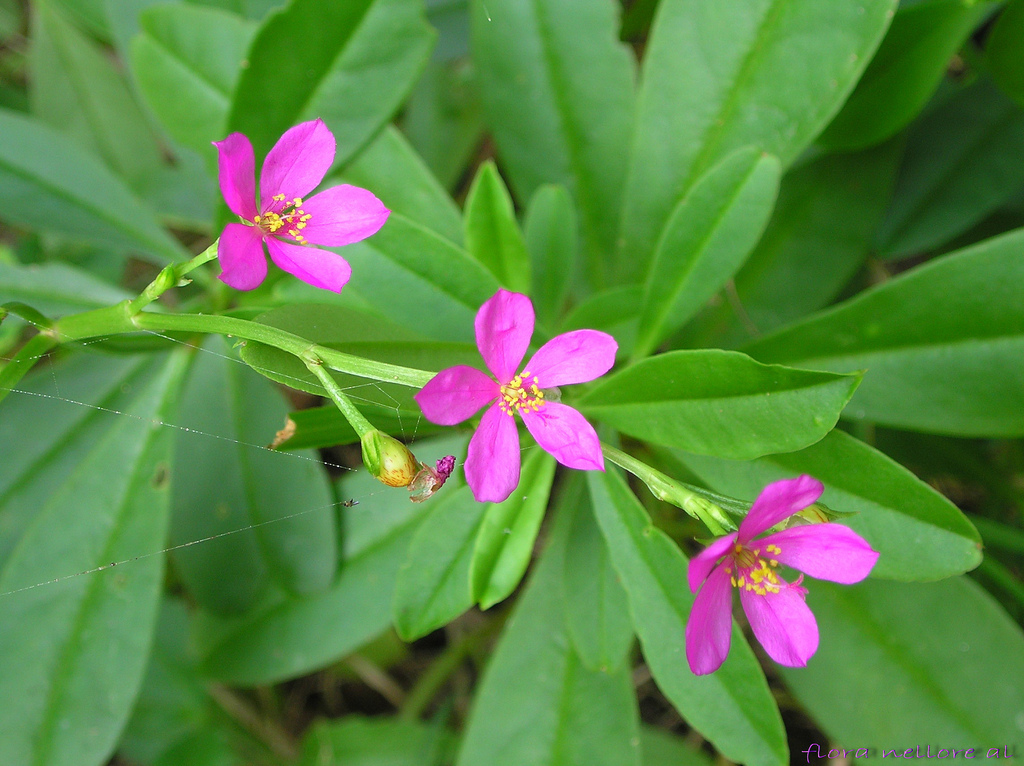
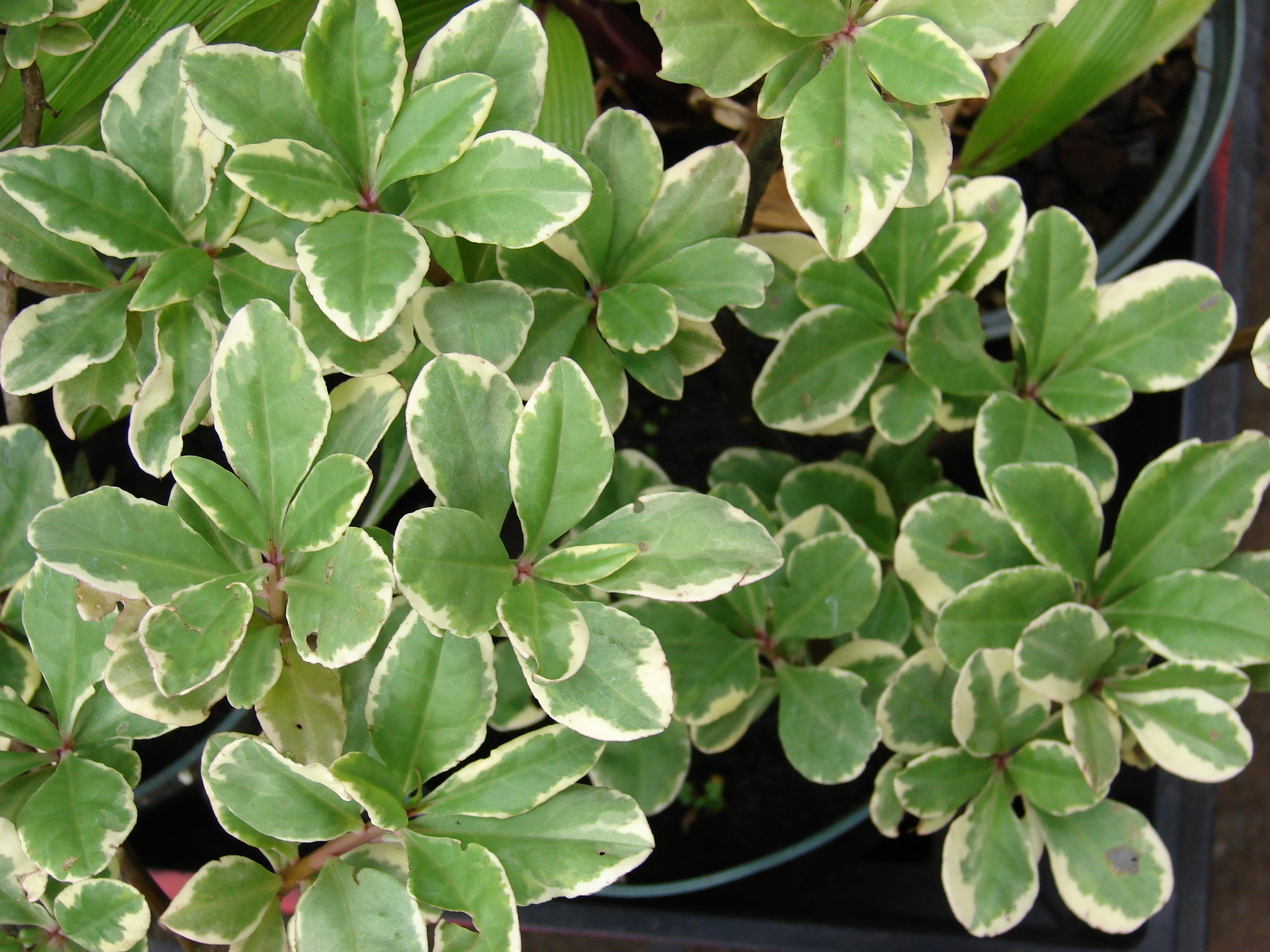
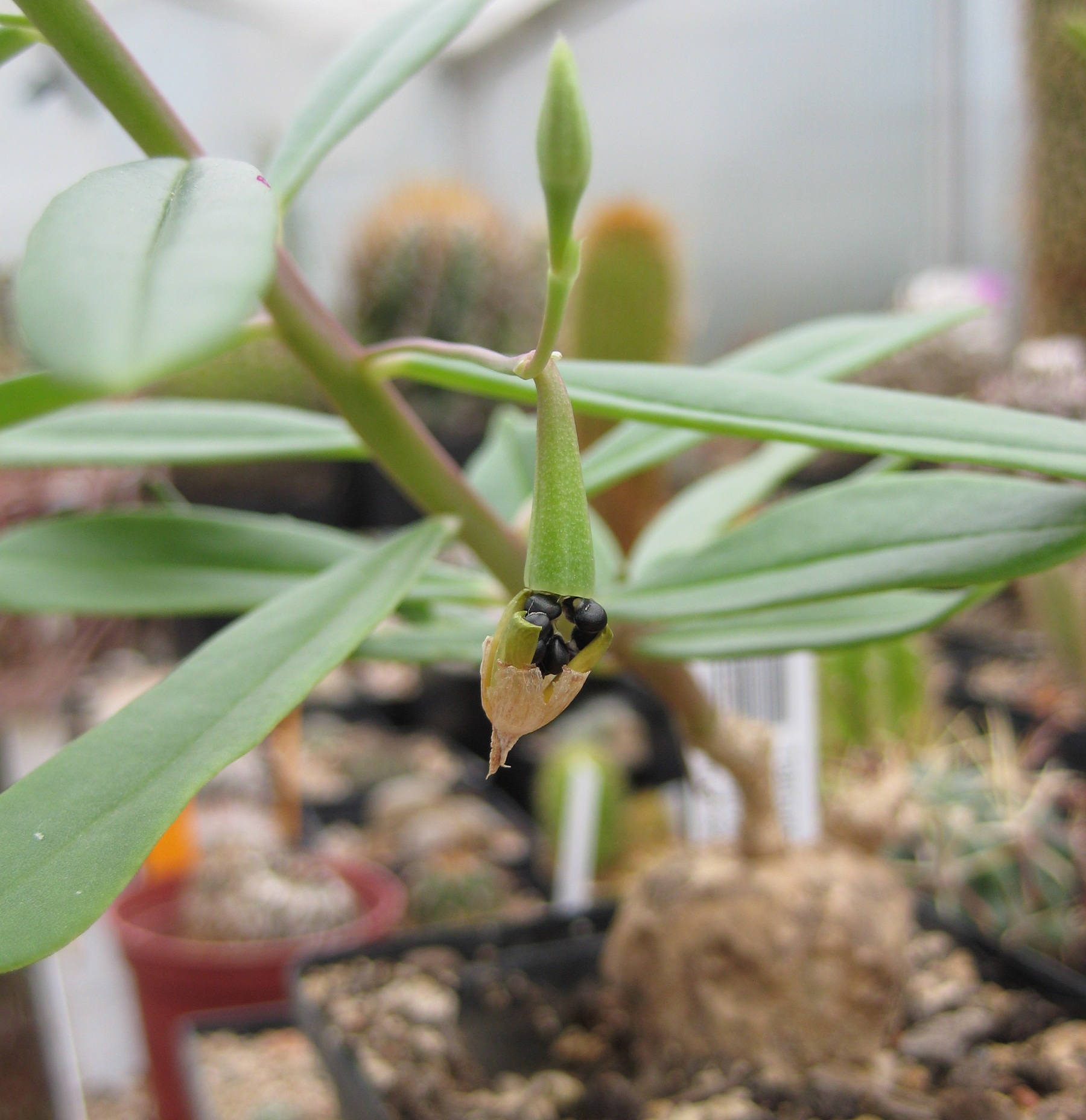